# 2. državni zbor Republike Slovenije
Konstitutivna seja  drugega Državnega zbora Republike Slovenije je bila 28. novembra 1996 po volitvah, ki so bile 3. novembra 1996 in ko se je iztekel mandat predhodnemu Državnemu zboru. Mandat se je končal 27. oktobra 2000, ko je bila ustanovljen 3. državni zbor Republike Slovenije.

## Zgodovina

### Oblikovanje koalicije
Slovenska ljudska stranka (SLS), Socialno-demokratska stranka (SDS) in Slovenski krščanski demokrati (SKD) so na volitvah  prejeli skupaj 45,13 % glasov in s tem 45 poslanskih sedežev. Ostale stranke: Liberalna demokracija Slovenije (LDS), Združena lista socialnih demokratov (ZLSD), Slovenska nacionalna stranka (SNS), Demokratična stranka upokojencev (DeSUS) so prejele skupaj 43,58 % glasov oziroma 43 poslanskih sedežev.  Mandat za sestavo vlade je dobil predsednik LDS, ki je na volitvah dobila relativno večino. Njegov prvi predlog, po katerem naj bi vladajočo koalicijo sestavljale stranke: LDS, ZLSD, DeSUS in SNS, ni dobil zadostne podpore.
Do oblikovanja koalicije je prišlo februarja leta 1997. Sklenile so jo stranke LDS, SLS in DeSUS.
Razmerje med koalicijskimi in opozicijskimi poslanci je bilo naslednje:
- Koalicija:

poslanska skupina LDS - 25 poslancev
poslanska skupina SLS - 19 poslancev
poslanska skupina DeSUS - 5 poslancev
- Opozicija:

poslanska skupina SDS - 16 poslancev
poslanska skupina SKD - 9 poslancev
poslanska skupina ZLSD - 9 poslancev
poslanska skupina SNS - 4 poslanci
Poleg teh so Državni zbor sestavljali še: po en poslanec italijanske in madžarske narodne skupnosti ter en samostojen poslanec. Koalicija v navedeni sestavi je delovala do 8. aprila 2000, ko v Državnem zboru predlog predsednika Vlade za izvolitev nadomestnih ministrov, ki je bil vezan na zaupnico Vladi, ni dobil podpore. Začel se je postopek za imenovanje novega mandatarja za sestavo Vlade.

### Nezaupnica
Državni zbor je 8. aprila 2000 vladi izglasoval nezaupnico. Novi mandatar je postal dr. Andrej Bajuk. Nova vladna koalicija je bila sestavljena 7. junija 2000.
Razmerje med koalicijskimi in opozicijskimi poslanci je bilo tako po 7. juniju 2000 naslednje:
- Koalicija:

PS SLS+SKD - 28 poslancev
PS SDS - 16 poslancev
- Opozicija:

PS LDS - 25 poslancev
PS ZLSD - 9 poslancev
PS DeSUS - 4 poslanci
PS SNS - 4 poslanci
Poleg teh so državni zbor sestavljali še: po en poslanec italijanske in madžarske narodne skupnosti ter trije samostojni poslanci.

## Vodstvo
Predsednik Državnega zbora
- Janez Podobnik (3. december 1996-27. oktober 2000)

Podpredsedniki Državnega zbora
- Zoran Thaler (3. december 1996-27. februar 1997)
- Borut Pahor (3. december 1996-23. april 1997)
- Dr. Helena Hren Vencelj (23. december 1996-23. april 1997)
- Andrej Gerenčer (23. april 1997-27. oktober 2000)
- Miroslav Luci (23. april 1997-27. oktober 2000)
- Eda Okretič-Salmič (29. maj 1997-27. oktober 2000)

## Delo
Državni zbor je imel v tem mandatu 21 rednih sej v trajanju 235 dni ter 55 izrednih sej v trajanju 198 dni. Od teh je bilo sedem sej zaprtih za javnost. V tem času je Državni zbor sprejel dva ustavna zakona, 186 zakonov, 155 zakonov o spremembah in dopolnitvah zakona, 290 zakonov o ratifikaciji, 5 obveznih razlag, 2 poslovnika, 9 nacionalnih programov, 1 resolucijo, 2 deklaraciji, 675 odlokov, 21 sklepov, 8 proračunov in sorodnih aktov, odredil je 5 parlamentarnih preiskav  in sprejel 53 drugih aktov.
Med mandatom je bilo vloženih 7 interpelacij.

## Preiskovalne komisije
V drugem mandatnem obdobju je bilo ustanovljenih pet preiskovalnih komisij:
- Preiskovalna komisija Državnega zbora Republike Slovenije o sumu zlorabe javnih pooblastil za vzroke, okoliščine in posledice dogodkov na kapitalskem trgu v marcu 1996 in uresničevanju zakonskih nalog Agencije za trg vrednostnih papirjev ...;
- Preiskovalna komisija Državnega zbora Republike Slovenije o sumu zlorabe javnih pooblastil v procesu lastninskega preoblikovanja in privatizacije nekdanje družbene lastnine;
- Preiskovalna komisija Državnega zbora Republike Slovenije o okoliščinah in posledicah vohunske afere, v katero sta vpletena dva delavca Ministrstva za obrambo Republike Slovenije, ki so ju v januarju 1998 na ozemlju Republike Hrvaške prijeli ...;
- Preiskovalna komisija Državnega zbora Republike Slovenije o vpletenosti in odgovornosti nosilcev javnih funkcij v zvezi z najdbo orožja na mariborskem letališču ter v zvezi z opremo in orožjem v skladišču Ložnica;
- Preiskovalna komisija Državnega zbora Republike Slovenije o vpletenosti nosilcev javnih funkcij v poskuse diskreditiranja slovenskih policistov in vojakov, ki so leta 1991 sodelovali v osamosvojitveni vojni na Koroškem.

## Poslanci
Tekom mandata je poslanske skupine zamenjalo oz. zapustilo več poslancev
- Ciril Pucko (iz SKD; postal samostojni poslanec),
- Polonca Dobrajc (iz SNS; postala samostojni poslanec),
- Eda Okretič Salmič (iz DeSUS; postala samostojni poslanec).